# Ulu Tiram
Ulu Tiram – miasto w Malezji, w stanie Johor. W 2000 roku liczyło 50 111 mieszkańców.